# 고개를 넘으면
"고개를 넘으면"은 1959년 공개된 대한민국의 영화이다.

## 배역
- 최은희
- 김동원
- 김지미
- 김석훈
- 남궁원
- 석금성
- 최승이
- 고선애
- 방수일
- 노재신
- 성소민